# Estopim da Fiel Torcida
A Estopim da Fiel é uma torcida organizada do Sport Club Corinthians Paulista do estado de São Paulo, Brasil. Foi fundada em 5 de janeiro de 1979, em Diadema. No ano de 1988, tornou-se também um bloco de carnaval na cidade, e posteriormente transformou-se numa escola de samba.

## História
Sendo oficialmente fundada em 5 de janeiro de 1979, a Estopim da Fiel já acompanhava o Corinthians desde 1976. No jogo que ficou conhecido como a famosa invasão corintiana, quando mais de 70.000 Corintianos invadiram o Maracanã para assistir à semifinal do Campeonato Brasileiro de 1976 contra o Fluminense, uma bandeira da “Estopim da Fiel” e uma faixa “Corintianos de Diadema” podiam ser vistas no estádio.
Na reunião de fundação da Estopim da Fiel, estiveram presentes: Romualdo Francisco dos Santos, Moacyr Gomes, Suely Nunes dos Santos, David F. Sant’ana Filho, PM José de França, José Carlos Urbano, Rosalvo Gomes de Ramos, Vanderlei Caetano e Dr. Severino A. de Oliveira. O nome da torcida, sugerido por José de França e já utilizado no jogo de 1976, foi escolhido por unanimidade. O logotipo adotado consiste no distintivo do Corinthians com uma granada estourando no centro, em alusão ao estopim.
A estréia oficial ocorreu em 18 de março de 1979, na vitória do Corinthians sobre a Portuguesa de Desportos, no estádio do Morumbi. Em 1988, a Estopim da Fiel tornou-se bloco carnavalesco em Diadema. Com o falecimento de Romualdo Francisco dos Santos, fundador e presidente da Estopim, em 1993, a entidade deixou de comparecer aos jogos do clube. Depois disso, a Estopim passou a se dedicar apenas aos carnavais de Diadema como Bloco, passando em 1995 à categoria de Escola de Samba.
Em 2000, torcedores decidiram reativar a torcida e, no dia 8 de março, no jogo entre Corinthians e Inter de Limeira, a Estopim estava de volta aos estádios. O logotipo foi alterado e um urso foi adotado como mascote oficial da torcida. Em 6 de maio do mesmo ano, a sede situada na Rua São Jorge, 154, no Centro de Diadema, foi reinaugurada oficialmente, com um grande coquetel que contou com a presença de diversas autoridades da cidade, além das torcidas Fiel Macabra, Pavilhão 9 e Gaviões da Fiel.
Venceu o Grupo 2 em 2001 ao abordar a Região Nordeste como tema de seu carnaval, e o Grupo 1 no ano seguinte, ao falar sobre a Escrava Anastácia. Teve ainda em 2003, a os deuses hindus Brahma, Vishnu e Shiva como temas do seu carnaval.
Em 2012, a escola de samba homenageou o jogador Ronaldo Nazário em seu desfile, obtendo o título de campeã.

## Carnavais
| Ano                                     | Colocação   | Grupo | Enredo                                                                        | Ref.        |
| --------------------------------------- | ----------- | ----- | ----------------------------------------------------------------------------- | ----------- |
| 1988                                    |             | Bloco | Estopim a mais querida                                                        | [ 1 ]       |
| 1993                                    |             | Bloco | Superstição                                                                   | [ 1 ]       |
| 1994                                    |             | Bloco | Esporte é cultura                                                             | [ 1 ]       |
| 1995                                    |             |       | Engraçado é o meu país do vintém ao Real                                      | [ 1 ]       |
| 1996                                    |             |       | O samba desce o morro é conquista a cidade                                    | [ 1 ]       |
| 1997                                    |             |       | Gaviões, uma paixão em preto e branco                                         | [ 1 ]       |
| 1998                                    |             |       | De homem e mulher todo mundo tem um pouco                                     | [ 1 ]       |
| 2000                                    |             | 2     | A dança da lua                                                                | [ 1 ]       |
| 2001                                    | Campeã      | 2     | Nas folias do Norte e Nordeste, o Brasil se diverte                           | [ 1 ]       |
| 2002                                    | Campeã      | 1     | Oju Orum Princesa Bantu de Angola - Escrava Anastácia                         | [ 1 ] [ 4 ] |
| 2003                                    | Vice-campeã | 1     | Brahma, Vishnu e Shiva. Índia, berço de uma cultura e religiosidade milenar.  | [ 1 ]       |
| 2004                                    |             | 1     | Amado Jorge de Todos os Santos                                                | [ 1 ] [ 5 ] |
| 2005                                    | 3° lugar    | 1     | Minas Gerais, a Estopim garimpa a sua história.                               | [ 1 ]       |
| 2006                                    | Campeã      | 1     | O canto das raças                                                             | [ 1 ]       |
| 2007                                    | 3° lugar    | 1     | Entre o Sagrado e o Profano, cada um carrega seu patuá                        | [ 1 ]       |
| 2008                                    | 3° lugar    | 1     | Brasil: meu palco, minha tela                                                 | [ 1 ]       |
| 2009                                    |             | 1     | Hoje tem espetáculo? Tem sim senhor! No picadeiro da Estopim, a arte circense | [ 1 ]       |
| Em 2010 ocorreu desfile sem competição. |             |       |                                                                               |             |
| 2011                                    | Campeã      | 2     | Vicente Matheus, uma história escrita em preto e branco                       | [ 7 ] [ 8 ] |
| 2012                                    | Campeã      | 1     | O Grande artista... Ronaldo Fenômeno Artista da bola!                         | [ 9 ]       |
| Em 2013 ocorreu desfile sem competição. |             |       |                                                                               |             |